# Gran Premio Città di Camaiore 2002
Il Gran Premio Città di Camaiore 2002, cinquantatreesima edizione della corsa, si svolse il 7 agosto 2002 su un percorso di 193 km, con partenza e arrivo a Camaiore. Fu vinto dall'italiano Davide Rebellin della Gerolsteiner davanti ai suoi connazionali Gabriele Missaglia e Francesco Casagrande.

## Ordine d'arrivo (Top 10)
| Pos. | Corridore            | Squadra           | Tempo    |
| ---- | -------------------- | ----------------- | -------- |
| 1    | Davide Rebellin      | Gerolsteiner      | 4h18'43" |
| 2    | Gabriele Missaglia   | Lampre-Daikin     | s.t.     |
| 3    | Francesco Casagrande | Fassa Bortolo     | s.t.     |
| 4    | Wladimir Belli       | Fassa Bortolo     | a 2"     |
| 5    | Ivan Basso           | Fassa Bortolo     | s.t.     |
| 6    | Massimiliano Gentili | Acqua & Sapone    | a 3"     |
| 7    | Mirko Celestino      | Saeco             | a 39"    |
| 8    | Ruggero Marzoli      | Formaggi Trentini | s.t.     |
| 9    | Massimiliano Mori    | Mercatone Uno     | s.t.     |
| 10   | Fabiano Fontanelli   | Mercatone Uno     | s.t.     |